# Sophia Schliemann
Sophia Schliemann, nascuda Sophia Engastromenou (Σοφία Εγκαστρωμένου) (12 de gener de 1852 - 27 d'octubre de 1932), va ser la segona esposa de l'arqueòleg alemany Heinrich Schliemann durant la seva excavació de les ruïnes de Troia. És coneguda per una fotografia on hi apareix amb les joies posades del Tresor de Príam.

## Biografia
Sophia Engastromenou va néixer a Atenes en el si d'una família mercantil benestant. El seu oncle, el bisbe Theokletos Vimpos, va ser contractat per Heinrich Schliemann per ajudar-lo amb el grec i després va encarregar-li de trobar una "dona grega de pèl negre i amb esperit homèric" per convertir-se en la seva esposa. Van presentar a Schliemann la fotografia de tres dones diferents i va acabar triant a Sophia, de disset anys. Es van casar el 24 de setembre de 1869 i van tenir dos fills, Andròmaca (1871-1962) i Agamèmnon (1878-1954).
Sophia només va estar breument present durant les excavacions de Hisarlik el 1873, durant les quals va ser agredida per un capatàs. Va abandonar el lloc al cap d'un mes per la mort inesperada del seu pare, Georgios Engastromenou. Més endavant Schliemann va falsificar els registres per exagerar el paper de Sophia en les excavacions. Sophia també va ser inclosa a la versió oficial de la troballa del Tresor de Príam, la qual suposadament va amagar les joies embolicades al seu mantó per evitar-ne el saqueig dels treballadors turcs. Després de la mort del seu marit, el 1890, Sophia va continuar donant conferències sobre la seva obra i va organitzar reunions a la seva residència atenenca, l'Iliou Melathron. Va editar l'autobiografia de Schliemann i la va publicar el 1892.
Sophia va passar la resta de la seva vida com a membre de l'alta societat atenenca i va patrocinar iniciatives benèfiques. El 1902, després de presenciar el sofriment dels soldats grecs durant la guerra amb Turquia, ella i un grup de dones de la societat van engegar la construcció d'un hospital per a persones que patien tuberculosi a Goudi, Atenes. Va formar part del seu consell d'administració des de 1919 fins a la seva mort el 1932. Des de llavors la institució s'ha convertit en l'Hospital General de Malalties Toràciques de Sotíria, el centre mèdic pulmonar més gran de Grècia.